# 卧云楼琴谱
《卧云楼琴谱》，古琴谱。清代康熙六十一年馬兆辰撰辑。

## 琴谱介绍
刻本，清康熙鲁鼎的学生马兆辰用自適轩《琴谱析微》原书，添上鲁之《羽化》、《秋鴻》二谱，改名卧云楼琴谱，分为四册八卷，共三十三曲。